# Signe Bruun
Signe Bruun (Randers, 6 april 1998) is een voetbalspeelster uit Denemarken. Ze speelt als Aanvaller voor Real Madrid in de Primera División Femenina.
Signe Bruun speelde in de jeugd voor IK Skovbakken. In 2014 maakte Bruun de overstap naar Fortuna Hjørring waarvoor ze haar debuut maakte op 16 augustus 2014 in een 5-1 overwinning op Vejle BK. In 2016 werd Bruun kampioen en won E de beker met Fortuna Hjørring.
Op 31 augustus 2018 maakte Fortun Hjørring bekend dat Bruun naar Paris Saint-Germain vertrok. In het seizoen 2020-2021 werd Bruun kampioen waarmee ze de 14-jarige hegemonie van Olympique Lyon ten einde maakte.
In juni 2021 maakte Bruun de overstap naar ditzelfde Olympique Lyon. Olympique Lyon verhuurde Bruun op 27 januari 2022 tot het einde van het seizoen aan Manchester United. Door blessureleed kwam Bruun hier niet veel aan spelen toe.
In 2023 maakte Bruun de overstap naar Real Madrid waar ze al snel een vaste basisplaats afdwong.

## Statistieken
| Seizoen    | Club                | Land       | Competitie                | Wedstrijden | Doelpunten |
| ---------- | ------------------- | ---------- | ------------------------- | ----------- | ---------- |
| 2014-2018  | Fortuna Hjørring    | Denemarken | Elitedivisionen           | 89          | 62         |
| 2018-2021  | Paris Saint-Germain | Frankrijk  | Division 1 Féminine       | 31          | 10         |
| 2021-2023  | Olympique Lyon      | Frankrijk  | Division 1 Féminine       | 29          | 14         |
| 2022       | Manchester United   | Engeland   | FA Women's Super League   | 5           | 0          |
| 2023-heden | Real Madrid         | Spanje     | Primera División Femenina | 6           | 4          |
| Totaal     | Totaal              | Totaal     | Totaal                    | 160         | 90         |

Laatste update: nov 2023

## Internationaal
Signe Bruun maakte op 24 oktober 2017 haar debuut voor het Deens voetbalelftal in een WK-kwalificatiewedstrijd tegen Kroatië. Ze kwam in het veld voor Nadia Nadim en scoorde ook gelijk haar eerste doelpunt in een 4-0 overwinning.
Bondscoach Lars Søndergaard selecteerde Signe Bruun voor het WK 2023. Signe Bruun kwam in drie van de vier wedstrijden in actie. Denemarken wist de groepsfase door te komen, maar werd uitgeschakeld in de achtste finale na een 2-0 verlies tegen Australië.
- Gemeinsame Normdatei: 129735320X
- Virtual International Authority File: 3801169084852690310000